# Patinella sibirica
Patinella sibirica är en mossdjursart som först beskrevs av Arnold Girard Kluge 1955.  Patinella sibirica ingår i släktet Patinella och familjen Lichenoporidae. Inga underarter finns listade i Catalogue of Life.